# Dendrelaphis lorentzii
Dendrelaphis lorentzii – gatunek węża z rodziny połozowatych (Colubridae).

## Systematyka
Zwierzęta te włącza się do rodziny połozowatych. Starsze źródła również umieszczają Dendrelaphis w tej samej licznej w rodzaje rodzinie Colubridae, używając jednak dawniejszej polskojęzycznej nazwy: wężowate, czyli węże właściwe. Poza tym Colubridae zaliczają do infrapodrzędu Caenophidia, czyli węży wyższych. W obrębie rodziny rodzaj Dendrelaphis należy natomiast do podrodziny Ahaetuliinae.

## Rozmieszczenie geograficzne
Zasięg występowania Dendrelaphis lorentzii obejmuje obszary położone w Indonezji i Papui-Nowej Gwinei – na Nowej Gwinei i sąsiednich wyspach Salawati i Normanby.
Dokładne preferencje siedliskowe tego gatunku nie są znane.

## Ekologia
Jak inni przedstawiciele swego rodzaju Dendrelaphis, wiedzie nadrzewny tryb życia, jest aktywny za dnia i wyróżnia się zwinnością.

## Zagrożenia i ochrona
Prawdopodobnie nie ma poważnych zagrożeń dla tego gatunku. Jest on rzadko spotykany i przez to słabo poznany.